# Волкова, Ирина Николаевна
Ирина Николаевна Волкова — советский звукооператор.

## Биография
Ирина Николаевна Волкова — звукооператор киностудии «Ленфильм».
Член Союза кинематографистов СССР (Ленинградское отделение).

## Фильмография
- 1964 — Мать и мачеха  (Режиссёр-постановщик: Леонид Пчёлкин)
- 1965 — А крепость была неприступная  (совместно с Александром Островским) (Режиссёр-постановщик: Николай Лебедев)
- 1967 — Четыре страницы одной молодой жизни  (Режиссёр-постановщик: Резо Эсадзе)
- 1968 — Моабитская тетрадь  (Режиссёр-постановщик: Леонид Квинихидзе)
- 1969 — Рокировка в длинную сторону  (Режиссёр-постановщик: Владимир Григорьев)
- 1971 — Киноальманах «Шутите?». Новелла 1. Иначе мы пропали  (короткометражный) (Режиссёр-постановщик: Игорь Шешуков)
- 1971 — Пристань на том берегу  (Режиссёр-постановщик: Соломон Шустер)
- 1971 — Холодно — горячо  (Режиссёр-постановщик: Николай Розанцев)
- 1973 — Часть первая. Фильм первый. Лужский рубеж; Фильм второй. Пулковский меридиан  (Режиссёр-постановщик: Михаил Ершов)
- 1976 — Киноэпопея продолжается…  (короткометражный) (Режиссёр-постановщик: Евгений Мезенцев)
- 1976 — Съездили  (короткометражный) (По заказу Госстраха РСФСР.) (Режиссёр-постановщик: Александр Пашовкин)
- 1977 — Блокада. Часть вторая. Фильм первый. Ленинградский метроном; Фильм второй. Операция «Искра»  (Режиссёр-постановщик: Михаил Ершов)
- 1978 — Ёжик  (короткометражный) (Режиссёр-постановщик: Николай Ковальский)
- 1975 — Новогодние приключения Маши и Вити  (Режиссёр-постановщик: Игорь Усов)
- 1978 — Ханума  (ТВ) (Режиссёры-постановщики: Георгий Товстоногов, Юрий Аксенов)
- 1979 — Десант на Орингу  (Режиссёр-постановщик: Михаил Ершов)
- 1982 — В старых ритмах  (Режиссёр-постановщик: Михаил Ершов)
- 1984 — Челюскинцы  (Режиссёр-постановщик: Михаил Ершов)
- 1987 — Ищу друга жизни  (Режиссёр-постановщик: Михаил Ершов)
- 1992 — Деревня Хлюпово выходит из Союза  (совместно с Евгением Нестеровым) (Режиссёр-постановщик: Анатолий Вехотко)

## Дубляж
Фильмы указаны по годам, когда они были дублированы на русский язык.
- 1961 — Великий поход  (Режиссёры-постановщики: Чен Инь, Хуа Чунь) (Китай)
- 1962 — Будь счастлива, Ани!  (Режиссёр-постановщик: Владимир Янчев) (Болгария)
- 1966 — Лёгкая рука  (Режиссёр-постановщик: Вельё Кяспер) («Таллинфильм»)
- 1966 — Малютка Чорвен, боцман и Мозес  (Режиссёр-постановщик: Улле Хельбом) (Швеция)
- 1966 — Навстречу совести  (Режиссёр-постановщик: Альберт Хачатуров) («Узбекфильм»)
- 1966 — Служебное положение  (Режиссёр-постановщик: Фадил Хаджич) (Югославия)
- 1968 — Сегодня Доминика именинница  (Режиссёр-постановщик: Ян Валашек) (Чехословакия)
- 1970 — Время жить  (Режиссёр-постановщик: Бернар Поль) (Франция)
- 1971 — Атомик  (мультфильм) (Режиссёр-постановщик: Эльберт Туганов) («Таллинфильм»)
- 1971 — Есть камни, которых нет  (Режиссёр-постановщик: Рудольф Шрапс) (ГДР)
- 1971 — Кто? Что? Где?  (мультфильм) (Режиссёр-постановщик: Генрих Валк) («Таллинфильм»)
- 1971 — Песни Балашши  (Режиссёр-постановщик: Тамаш Банович) (Венгрия)
- 1971 — Славный Бакури  (Режиссёр-постановщик: Шалва Гедеванишвили) («Грузия-фильм»)
- 1974 — Он начинает сердиться  (Режиссёр-постановщик: Клод Зиди) (Франция)
- 1975 — Виноваты туманы  (Режиссёр-постановщик: Ральф Кирстен) (ГДР)
- 1975 — Счастливо, Мануэла!  (Режиссёр-постановщик: Бруно Баррету) (Бразилия)
- 1980 — В апреле 30 дней  (Режиссёр-постановщик: Гюнтер Шольц) (ГДР)
- 1980 — Гонорар за предательство  (Режиссёр-постановщик: Серджо Корбуччи) (Италия)
- 1980 — У чёртова логова  (Режиссёр-постановщик: Владимир Иовице) («Молдова-филм»)
- 1981 — Ангар 18  (Режиссёр-постановщик: Джеймс Л. Конвей) (США)
- 1981 — Барышни из Вилько  (Режиссёр-постановщик: Анджей Вайда) (Польша)
- 1981 — Возвращение Аурелио  (Режиссёр-постановщик: Эмилио Фернандес) (Мексика)
- 1981 — Доставить живым или мёртвым  (Режиссёр-постановщик: Тамаш Реньи) (Венгрия)
- 1981 — Рождество в Вигала  (Режиссёр-постановщик: Марк-Тоомас Соосаар) («Таллинфильм»)
- 1981 — Рябиновые ворота  (Режиссёр-постановщик: Вельё Кяспер) («Таллинфильм»)
- 1982 — Красиво уйти  (Режиссёр-постановщик: Мартин Брест) (США)
- 1982 — Кто убил Рашель К.  (Режиссёр-постановщик: Оскар Вальдес) (Куба)
- 1983 — Вынужденное алиби  (Режиссёр-постановщик: Зденек Подскальский) (Чехословакия)
- 1984 — Лебедь зимой  (Режиссёр-постановщик: Мирча Мурешан) (Румыния)
- 1985 — Амада  (Режиссёр-постановщик: Умберто Солас) (Куба)
- 1985 — Ночные воришки  (Режиссёр-постановщик: Самюэль Фуллер) (Франция)
- 1985 — Проделки близнецов  (Режиссёр-постановщик: Станислав Лот) (Польша)
- 1986 — Ва-банк 2, или Ответный удар (Режиссёр-постановщик: Юлиуш Махульский) (Польша)
- 1986 — Что с вами, доктор?  (Режиссёр-постановщик: Вит Ольмер) (Чехословакия)
- 1987 — Минэ  (Режиссёр-постановщик: Атиф Йылмаз) (Турция)
- 1988 — Поворот сюжета  (мультфильм) (Режиссёр-постановщик: Петерис Крылов) (Рижская киностудия)
- 1989 — Атлантик-Сити  (Режиссёр-постановщик: Луи Малль) (Канада/Франция)
- 1989 — Занос  (Режиссёр-постановщик: Вера Хитилова) (Чехословакия)
- 1989 — Родной ребёнок  (Режиссёр-постановщик: Виджай Садана) (Индия)